# شین رین آه
شین رین آه (کره‌ای: 신린아؛ زادهٔ ۱۴ مه ۲۰۰۹) بازیگر اهل کره جنوبی است.

## فیلم‌شناسی

### مجموعه تلویزیونی
| سال       | عنوان                 | نقش               | توضیحات            | منابع  |
| --------- | --------------------- | ----------------- | ------------------ | ------ |
| ۲۰۱۴      | جانگ بو ری اینجاست    | دختر یونگ سوک     |                    | [ ۲ ]  |
| ۲۰۱۴      | عشق بی‌پایان           | استر              |                    | [ ۲ ]  |
| ۲۰۱۴      | روزهای بهاری من       | جوانی کانگ پو روم |                    | [ ۳ ]  |
| ۲۰۱۵      | همسایه جذاب           | پارک سه بوم       |                    |        |
| ۲۰۱۵      | قلب من                | جوانی لی سون جونگ |                    | [ ۴ ]  |
| ۲۰۱۵      | جونگ میونگ            | جوانی کیم گه شی   |                    | [ ۵ ]  |
| ۲۰۱۵      | این عشق منه           | یو مین آه         |                    | [ ۴ ]  |
| ۲۰۱۵      | خانم پلیس             | سو ها اون         |                    | [ ۶ ]  |
| ۲۰۱۶      | قرارداد ازدواج        | چا اون سونگ       |                    | [ ۷ ]  |
| ۲۰۱۶–۲۰۱۷ | افسانه دریای آبی      | سو یو نا          |                    | [ ۸ ]  |
| ۲۰۱۷      | مدافع بی‌گناه          | پارک ها یون       |                    | [ ۹ ]  |
| ۲۰۱۷      | سزاوار نامت زندگی کن  | یون یی            |                    | [ ۱۰ ] |
| ۲۰۱۷      | آخرین هفته مادام جونگ | پارک اون می       | درامای ویژه کی‌بی‌اس | [ ۱۱ ] |
| ۲۰۱۸      | بازگشت                | کانگ دال ره       |                    | [ ۱۲ ] |
| ۲۰۱۸      | دوست‌داشتنی وحشتناک    | جوانی اوه ئول سون |                    | [ ۱۳ ] |
| ۲۰۱۸      | قایم‌موشک              | جوانی سو آه       |                    | [ ۱۴ ] |
| ۲۰۱۸      | جراحان قلب            | لی یون سو         | حضور افتخاری       | [ ۱۵ ] |
| ۲۰۱۹      | آیتم                  | کانگ دا این       |                    | [ ۱۶ ] |
| ۲۰۲۱      | دستورالعمل گومیهو     | کیم سو یون        |                    | [ ۱۷ ] |